# Mezihvězdné médium
V astronomii je mezihvězdné médium (ICM) přehřáté plazma přítomné v centru kupy galaxií. Tento plyn se zahřívá na teplotu řádově 10 až 100 megakelvinů a je složený hlavně z ionizovaného vodíku a helia, obsahující většinu baryonického materiálu v kupě.

## Ohřívání
ICM se zahřívá na vysoké teploty pomocí gravitační energie, která se uvolňuje při vytváření kupy z drobných struktur. Kinetická energie získaná z gravitačního pole se během nárazů přemění na tepelnou. Vysoká teplota zajišťuje, že prvky v ICM jsou ionizované. Lehké prvky v ICM ve svých jádrech nemají žádné elektrony.[zdroj⁠?!]

## Složení
ICM je složeno převážně z baryonů (především ionizovaný vodík a helium). Tato plazma je také obohacena těžkými prvky, například železem. Množství těžkých prvků ve vztahu k vodíku je zhruba třetina hodnoty na slunci. Většina baryonů v kupě (80-95%) se nachází spíše v ICM než ve světelné hmotě, jako jsou galaxie a hvězdy. Nicméně většina hmoty v kupě galaxií se skládá z temné hmoty.
I když ICM celkově obsahuje většinu baryonů v kupě, není příliš hustý, s typickými hodnotami 10−3 částice na centimetr krychlový. Střední volná dráha částic je přibližně 1016 m, nebo asi jeden světelný rok. Silné gravitační pole kup znamená, že mohou udržet i prvky vytvořené vysokou energií supernov. Studium složení ICM v proměnlivém rudém posuvu (což má za následek pohled na různá fakta z minulosti) může poskytnout záznam tvorby prvků ve vesmíru, jestliže se jedná o běžné chemické prvky.

## Pozorování
Vzhledem k tomu že je ICM tak horké, většinou vyzařuje rentgenové záření procesem brzdného záření a emisními rentgenovými čarami z těžkých kovů. Tyto rentgenové paprsky je možné pozorovat pomocí rentgenového teleskopu. V závislosti na teleskopu, lze tvořit zobrazení ICM (rentgenové záření je úměrné hustotě ICM na druhou) a získat rentgenové spektrum. Jas rentgenového záření vypovídá o hustotě plynu. Spektrum umožňuje měření teploty a metalicitu ICM.
Hustota ICM stoupá směrem ke středu kupy se silným vrcholem. Kromě toho teplota ICM typicky klesne na ½ nebo 1/3 vnější hodnoty v centrální oblasti. Metalicita stoupá od vnějšího kraje směrem ke středu. V některých kupách (například kupě Centaurus) může metalicita plynu stoupat výš než na Slunci.

## Chlazení průtoku
Jak je ICM v jádru mnoha kup galaxií husté, vysílá mnoho rentgenového záření (záření je úměrné hustotě na druhou). V nepřítomnosti ohřívání, by mělo být ICM chlazeno. Jak se ochladí, bude teplejší plyn nahrazovat průtok (chladicí tok). Problémem chladicího toku je nedostatek důkazů o chlazení ICM.